# Herpothallon
Herpothallon är ett släkte av svampar. Herpothallon ingår i familjen Arthoniaceae, ordningen Arthoniales, klassen Arthoniomycetes, divisionen sporsäcksvampar och riket svampar.
|              | Arthonia                                                                                   |
|              |                                                                                            |
|              | Arthothelium                                                                               |
|              |                                                                                            |
|              | Cryptothecia                                                                               |
|              |                                                                                            |
| Herpothallon | \| \| Herpothallon australasicum \| \| \| \| \| \| Herpothallon queenslandicum \| \| \| \| |
|              | \| \| Herpothallon australasicum \| \| \| \| \| \| Herpothallon queenslandicum \| \| \| \| |
|              | Tylophoron                                                                                 |
|              |                                                                                            |
|              | Sagenidiopsis                                                                              |
|              |                                                                                            |
|              | Herpothallon australasicum                                                                 |
|              |                                                                                            |
|              | Herpothallon queenslandicum                                                                |
|              |                                                                                            |

|  | Herpothallon australasicum  |
|  |                             |
|  | Herpothallon queenslandicum |
|  |                             |